# Hana Mathauserová
Hana Mathauserová (* 8. dubna 1981, Praha) je česká herečka.

## Život
Je absolventkou Vyšší odborné školy herecké v Praze a pražské DAMU (obor produkce, 2010). V roce 2003 spoluzakládala soubor Malé vinohradské divadlo (dnes Divadlo D21). Od vzniku Divadla D21 v roce 2012 je jeho ředitelkou a stálou členkou jeho souboru.
Narodila se a vyrostla v Praze na Vinohradech, kde také sídlí Divadlo D21, a dlouhodobě se proto snaží hledat cesty pro propojování komunity Prahy 2 a divadla, které vede.
V D21 na popud pedagoga Josefa Soukala rozjela projekt Divadlo školám, který je souborem více než dvou desítek inscenací pro mateřské, základní i střední školy. Divadlo ho úspěšně rozvíjí od roku 2003, ročně v rámci tohoto projektu D21 odehraje přes 120 představení. Sama Hana Mathauserová vidí divadlo jako skvělý doplněk vzdělávání, protože nabízí možnost prožít osudy historických osobností, poznat autory i postavy jinak, živě, skutečně a lidsky.

## Role

### DivadloD21
- Oidipus vladař, 2004
- Masopustní šelmovský kousek, 2005
- Děvčátko s mozkem, 2005
- Beruščina detektivní kancelář, 2005
- Svět naruby, 2006
- Kapesní povídky, 2006
- Kytice, 2007
- Ferda mravenec - práce všeho druhu, 2007
- Hysterikon, 2007
- Zimní pohádka, 2007
- Berta (od soumraku do úsvitu), 2008
- 1984, 2009
- Fimfárum (Až opadá listí z dubu), 2010
- Nora - Domeček pro panenky, 2012
- Kryl - Zmrtvýchvstání zažít, 2014
- Trnová koruna Karla Havlíčka Borovského, 2015
- Panna Orleánská, 2017
- Utrpení mladého Werthera, 2018
- Cloud, 2018
- Válka s mloky, 2018
- Král Ubu, 2019
- Čarodějův učeň, 2019
- Rain Woman, 2020
- Emil čili O Háchovi, 2021

### Televizní seriály
- Expozitura, epizoda Sedmý den, 2011
- Policie Modrava, epizoda Smrtelná chyba, 2019